# 23882 Fredcourant
23882 Fredcourant è un asteroide della fascia principale. Scoperto nel 1998, presenta un'orbita caratterizzata da un semiasse maggiore pari a 2,9991741 UA e da un'eccentricità di 0,1480582, inclinata di 10,51994° rispetto all'eclittica.